# Anders-hadsereg

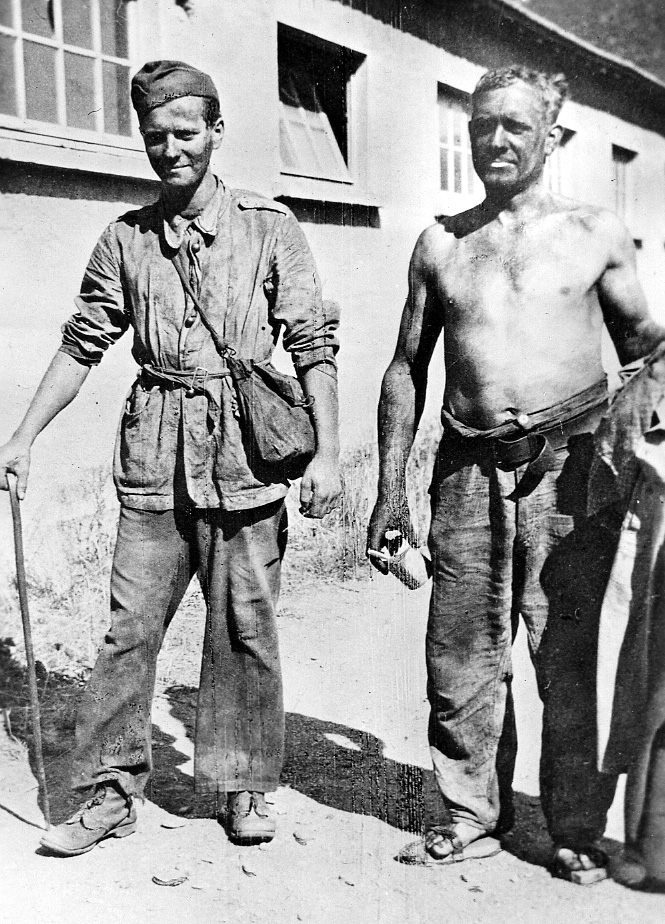
Az Anders-hadsereg lengyel önkéntesei szovjet hadifogolytáborban

Az Anders-hadsereg a Lengyel Fegyveres Erők keleten állomásozó alakulata volt a második világháború első felében, amit parancsnokukról, Władysław Andersről azonosítanak. A hadsereget a Szovjetunióban alakították meg az 1939-es szovjet–lengyel háborúban fogságba eső lengyel katonákból, azonban már 1942 márciusától evakuálásuk elkezdődött, Iránon át Palesztinába. Kezdeti létszámuk körülbelül 180 000 fő volt, akiket brit nyomásra 1941 decemberében engedett szabadon Sztálin. A katonai megállapodást Sikorski emigráns lengyel miniszterelnök és a Szovjetunió londoni nagykövete, Ivan Mihajlovics Majszkij kötötte meg 1941. augusztus közepén. Palesztinában brit parancsnokság alatt szervezték át őket és állományának nagy részéből alakult meg a lengyel II. hadtest, ami az olaszországi hadjáratban került bevetésre a háború végéig.

## Fordítás
- Ez a szócikk részben vagy egészben  az   Anders' Army című angol Wikipédia-szócikk ezen változatának fordításán alapul.  Az eredeti cikk szerkesztőit annak laptörténete sorolja fel. Ez a jelzés csupán a megfogalmazás eredetét és a szerzői jogokat jelzi, nem szolgál a cikkben szereplő információk forrásmegjelöléseként.